# Allium ionicum
Allium ionicum — вид рослин з родини амарилісових (Amaryllidaceae); ендемік Греції.

## Опис
Цибулина 10–16 × 7–13 см. Стеблина поодинока, 7–25(35) см заввишки. Листків 3–5, 1–1.5 мм завширшки. Суцвіття півсферичне, (7)10–20(45)-квіткове. Листочки оцвітини 4–5(5.5) × 1.5–2.2 мм, біло-рожева, жилки пурпурні. Коробочка 4 мм

## Поширення
Ендемік Греції — Іонічні острови Лефкада, Ітака, Кефалонія.